# Marios Nikolau
Marios Nikolau (gr. Μάριος Νικολάου, ur. 4 października 1983) – cypryjski piłkarz grający na pozycji prawego pomocnika.

## Kariera klubowa
Karierę piłkarską Nikolau rozpoczął w klubie o nazwie Aris Limassol. W sezonie 1998/1999 zadebiutował w jego barwach w pierwszej lidze cypryjskiej, jednak wiosną 1999 spadł z nim do drugiej ligi. W 2000 roku wywalczył awans do pierwszej ligi, jednak sezon 2000/2001 spędził w drugiej lidze Cypru.
Latem 2002 roku Nikolau przeszedł do Omonii Nikozja. W 2003 roku wywalczył z nią mistrzostwo Cypru, a latem tamtego roku zdobył także Superpuchar Cypru. W Omonii grał przez dwa lata, ale pełnił jedynie rolę rezerwowego. W 2004 roku wrócił do Arisu Limassol. W sezonie 2005/2006 grał z nim w drugiej lidze Cypru, ale w 2006 roku wywalczył awans do pierwszej ligi.
Latem 2007 roku Nikolau został zawodnikiem greckiego Panioniosu GSS. 1 września 2007 zadebiutował w greckiej lidze w zremisowanym 0:0 wyjazdowym spotkaniu z Arisem Saloniki. 3 listopada 2007 strzelił pierwszego gola w Alpha Ethniki, w meczu z PAE Ergotelis (1:1). Od czasu debiutu jest podstawowym zawodnikiem Panioniosu.
| Sezon   | Klub           | Kraj   | Rozgrywki     | Mecze | Bramki |
| ------- | -------------- | ------ | ------------- | ----- | ------ |
| 1998/99 | Aris Limassol  | Cypr   | Division A    | 9     | 0      |
| 1999/00 | Aris Limassol  | Cypr   | Division B    | ?     | ?      |
| 2000/01 | Aris Limassol  | Cypr   | Division A    | 16    | 1      |
| 2001/02 | Aris Limassol  | Cypr   | Division B    | ?     | ?      |
| 2002/03 | Omonia Nikozja | Cypr   | Division A    | 5     | 0      |
| 2003/04 | Omonia Nikozja | Cypr   | Division A    | 3     | 0      |
| 2004/05 | Aris Limassol  | Cypr   | Division A    | 20    | 2      |
| 2005/06 | Aris Limassol  | Cypr   | Division B    | ?     | ?      |
| 2006/07 | Aris Limassol  | Cypr   | Division A    | 20    | 2      |
| 2007/08 | Panionios GSS  | Grecja | Alpha Ethniki | 26    | 1      |
| 2008/09 | Panionios GSS  | Grecja | Alpha Ethniki | 22    | 0      |
| 2009/10 | Panionios GSS  | Grecja | Alpha Ethniki |       |        |

## Kariera reprezentacyjna
W reprezentacji Cypru Nikolau zadebiutował 22 sierpnia 2007 roku w wygranym 1:0 wyjazdowym meczu z San Marino, rozegranym w ramach eliminacji do Euro 2008. Obecnie jest członkiem drużyny narodowej grającej w kwalifikacjach do MŚ 2010.